# Madame et son pilote
Pour plus de détails, voir Fiche technique et Distribution.
Madame et son pilote (The Lady Takes a Flyer) est un film américain réalisé par Jack Arnold, sorti en 1958. En France, il fut aussi distribué sous le titre Escale à Tokyo.

## Fiche technique
- Titre : Madame et son pilote
- Titre original : The Lady Takes a Flyer
- Réalisation : Jack Arnold
- Scénario : Danny Arnold d'après une histoire de Edmund H. North
- Producteur : William Alland
- Société de production et de distribution : Universal Pictures
- Musique : Herman Stein, Henry Mancini (non crédité) et Heinz Roemheld (non crédité)
- Photographie : Irving Glassberg
- Direction artistique : Alexander Golitzen et Richard H. Riedel
- Décorateur de plateau : Oliver Emert et Russell A. Gausman
- Costumes : Bill Thomas
- Montage : Sherman Todd
- Pays d'origine : États-Unis
- Langue : Anglais
- Format : Couleur (Eastmancolor) - Son : Mono (Westrex Recording System)
- Genre : Drame
- Durée : 94 minutes
- Date de sortie : 
  - États-Unis : 29 janvier 1958 New York
  - États-Unis : 30 janvier 1958
  - États-Unis : 26 février 1958 Los Angeles

## Distribution
- Lana Turner : Maggie Colby
- Jeff Chandler : Mike Dandridge
- Richard Denning : Al Reynolds
- Andra Martin : Nikki Taylor
- Chuck Connors : Phil Donahoe
- Reta Shaw : Infirmière Kennedy
- Alan Hale Jr. : Frank Henshaw
- Jerry Paris : Willie Ridgely
- Dee J. Thompson : Collie Minor
- Nestor Paiva : Childreth
- James Doherty : Tower Officer